# Your Song (Hey! Say! JUMPの曲)
「Your Song 」（ユアソング）は、Hey! Say! JUMPの楽曲。28作目のシングルとして、2020年9月30日にジェイ・ストームから発売。

## 概要
- 前作「Last Mermaid...」から約2ヶ月ぶりのシングルとなる。

- 初回限定盤1・2、通常盤の3種類での発売となり、それぞれ収録曲・ジャケット写真ともに異なる。

- 表題曲は、メンバーの山田涼介主演 TBS系金曜ドラマ『キワドい2人-K2-池袋署刑事課 神崎・黒木』の主題歌である。

- 初回限定盤1には、表題曲のMusic Clip & MakingとHYの仲宗根泉が作詞・作曲した「あなた想い」のカップリング1曲に加え、スペシャル映像として『JUMP de CAMP〜光くんにコーヒーを作ってあげよう!!対決』を収録した特典DVDを付属。

- 初回限定盤2には、表題曲のVideo Clip（Relaxed Cut）とジャニーズJr.が出演している「Your Song〜はじまりの冒険〜（Promotion Video）」に加え、前々作「I am/Muah Muah」の通常盤に収録されている「クランメリア」に引き続き、宮川大聖（みやかわくん）が作詞・作曲した「Secret Magic」のカップリング1曲を収録。

- 通常盤には、Rin音が作詞・作曲した「hearts color」、ビッケブランカが作詞・作曲した「BOW WOW SONG」、シンガー・ソングライターのみゆなが作詞・作曲した「ヒカリサス」のカップリング3曲に加え、オリジナル・カラオケ4曲を収録。

- 初回限定盤2に封入されているユーザーコードを2021年9月24日（金）まで特設サイトに入力すると、メンバー出演 オリジナル・ドラマをストリーミング配信で見られるようになっている。

- - また、通常盤に封入されているユーザーコードを2020年10月4日（日）まで特設サイトに入力すると、全4種類（2ぷぅ×4ペア）のうち、1種類の「キワドイ2ぷぅ・ペア壁紙」がダウンロードできた。

## 先着購入特典

### 初回限定盤1
1. オリジナル・LPサイズフォトカードA

### 初回限定盤2
1. オリジナル・LPサイズフォトカードB

### 通常盤
1. オリジナル・きゃんぷぅメモ帳

## 封入特典

### 初回限定盤1・2
1. 16P歌詞ブックレット

### 通常盤
1. 4面8P歌詞ブックレット

## チャート成績
初週で21.0万枚を売り上げ、2020年10月12日付の「オリコン週間シングルランキング」にて1位を獲得。これにより、デビュー作からの連続首位獲得数が28作連続となり、歴代2位の記録となった。

## 収録曲

### CD

#### 通常盤
1. Your Song [4:58]
作詞：小倉しんこう・辻村有記、作曲：小倉しんこう、編曲：石塚知生
  - 山田涼介主演 TBS系金曜ドラマ『キワドい2人-K2-池袋署刑事課 神崎・黒木』主題歌
2. hearts color [3:57]
作詞：Rin音、作曲：Rin音・maeshima soshi、編曲：maeshima soshi
3. BOW WOW SONG [3:21]
作詞・作曲・編曲：ビッケブランカ、Additional Arrange：佐々木博史
4. ヒカリサス [3:47]
作詞・作曲：みゆな、編曲：Soma Genda
5. Your Song（オリジナル・カラオケ）
6. hearts color（オリジナル・カラオケ）
7. BOW WOW SONG（オリジナル・カラオケ）
8. ヒカリサス（オリジナル・カラオケ）

#### 初回限定盤1
1. Your Song
2. あなた想い [5:24]
作詞・作曲：仲宗根泉（HY）、編曲：石塚知生

#### 初回限定盤2
1. Your Song
2. Secret Magic [4:38]
作詞・作曲：宮川大聖、編曲：Mind United

### DVD

#### 初回限定盤1
1. 「Your Song」Music Clip & Making
2. スペシャル企画映像『JUMP de CAMP 〜光くんにコーヒーを作ってあげよう!!対決』

#### 初回限定盤2
1. 「Your Song」Video Clip（Relaxed Cut）
2. Your Song 〜はじまりの冒険〜（Promotion Video）（主演:ジャニーズJr.）